# Teodora Męczkowska

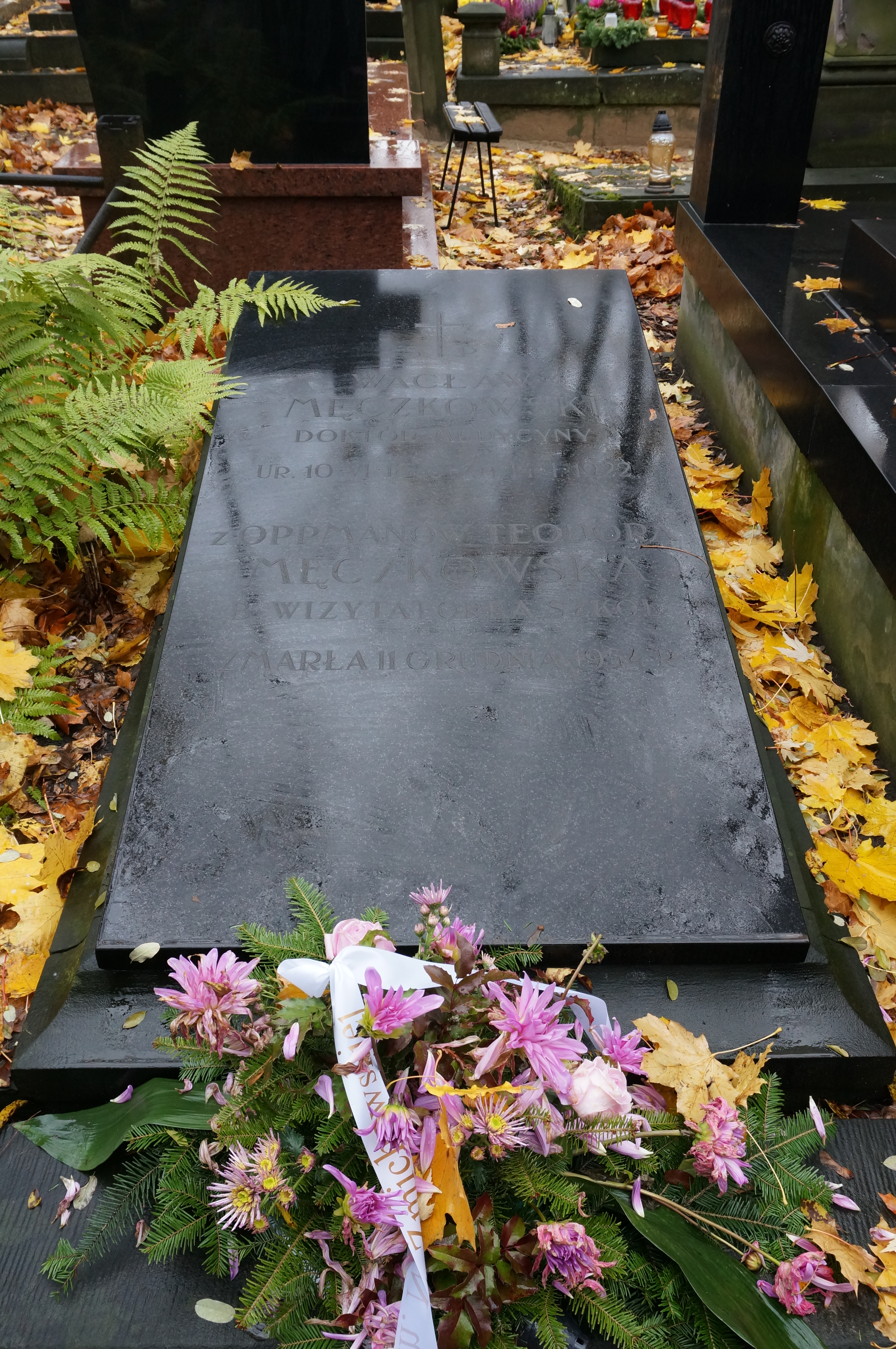
Grób Teodory Męczkowskiej na cmentarzu Powązkowskim w Warszawie

Teodora Maria Męczkowska z Oppmanów (ur. 27 grudnia 1870 w Łowiczu zm. 11 grudnia 1954 w Warszawie) – polska nauczycielka i feministka.

## Życiorys
Urodziła się 27 grudnia 1870 w Łowiczu jako córka pastora ewangelickiego Jana Adolfa Oppmana i byłej nauczycielki Teodory z Berlińskich. Początkowo naukę pobierała w domu, pod opieką matki. Później uczęszczała do II Gimnazjum Żeńskiego w Warszawie, uczestnicząc zarazem w pracach tajnego kółka samokształceniowego. Od 1891 była członkinią Koła Pracy Kobiet i członkiem sekcji pedagogicznej Koła Kobiet Korony i Litwy. W 1892 rozpoczęła studia przyrodnicze na Uniwersytecie w Genewie. W okresie studiów brała udział w działalności ZMP „Zet”, Ligi Narodowej, i Zjednoczenia Towarzystw Polskich Zagranicą.15 sierpnia 1895 wyszła za mąż za lekarza Wacława Męczkowskiego. Rok później ukończyła studia i powróciła do Warszawy. Tu przez 4 lata studiowała psychologię i filozofię na Uniwersytecie Latającym.
Od 1900 uczyła przyrody i fizyki na pensjach żeńskich (m.in. Jadwigi Sikorskiej), w seminarium nauczycielskim Towarzystwa Ochrony Kobiet i w tajnej Szkole Stefanii Sempołowskiej. Była gorącą zwolenniczką wprowadzenia koedukacji do szkół, co manifestowała w artykułach zamieszczanych m.in. w „Nowym Słowie”. W 1904 wystąpiła z Ligi Narodowej. W latach 1906–1913 uczestniczyła w pracach Towarzystwa Kultury Polskiej, przede wszystkim w działalności Komisji ds. Kobiet. Od wczesnej młodości związana z ruchem feministycznym – pragnęła umysłowego i etycznego podniesienia poziomu kobiety i jej roli w społeczeństwie, traktując to jako część ogólnego procesu wyzwolenia jednostki ludzki spod wszelkiego rodzaju ucisku. Dawała wyraz tym poglądom w broszurze Ideały etyczno-społeczne ruchu kobiecego (1909), jak również w artykułach zamieszczanych w „Sterze” i „Ogniwie” oraz w „Tygodniku Mód i Powieści”. Uczestniczyła wówczas w stowarzyszeniach kobiecych walczących o te ideały: Związku Równouprawnienia Kobiet (1905) i Polskiego Stowarzyszenia Równouprawnienia Kobiet (1907). Brała także udział we wszystkich zjazdach kobiecych do 1918. Podczas I wojny światowej udzielała się także w pracach Stowarzyszenia Nauczycielstwa Polskiego – pracując nad programami dla szkół powszechnych. 
Po odzyskaniu niepodległości, w 1918 została wizytatorką szkół żeńskich w Ministerstwie Wyznań Religijnych i Oświecenia Publicznego, a od 1922 w Kuratorium Warszawskim. Nadal aktywnie uczestniczyła w polskim ruchu feministycznym, należąc wpierw do Centralnego Komitetu Równouprawnienia Kobiet Polskich (1918) a następnie do Klubu Politycznego Kobiet Postępowych (1919–1930). Po przewrocie majowym była zaangażowana w organizacjach kobiecych związanych z sanacją – Demokratycznym Komitecie Wyborczym Kobiet Polskich (1927–1928) którego była wiceprzewodniczącą, a potem w Związku Pracy Obywatelskiej Kobiet (1928–1939). W latach 30. zamieszczała także artykuły dot. emancypacji kobiet w wielu czasopismach m.in. w „Kobiecie Współczesnej” i „Pracy Obywatelskiej”. Działała także w założonym przez siebie w 1926 Polskim Stowarzyszeniu Kobiet z Wyższym Wykształceniem, w latach 1932–1948 będąc jego przewodniczącą. Była działaczką Związku Nauczycielstwa Polskiego i Polskiego Towarzystwa Eugenicznego. Świadomie zrezygnowała z posiadania potomstwa, uważając, że utrudniłoby jej to prowadzenie działalności zawodowej i społecznej.
W okresie okupacji niemieckiej prowadziła komplety tajnego nauczania przyrody i przygotowywała podręczniki dla przyszłego szkolnictwa polskiego. Po powstaniu warszawskim została wypędzona wraz z innymi z Warszawy przez Niemców. Po powrocie w 1945 podjęła na nowo pracę pedagogiczną, prowadząc lekcje biologii w Państwowej Szkole Licealnej im. N. Żmichowskiej. W tym okresie współpracowała z Zofią Moraczewską nad przygotowaniem Encyklopedii Polskiego Ruchu Kobiecego. W ciągu swego życia ogłosiła szereg prac z zakresu przyrodoznawstwa, dydaktyki i zagadnień wychowawczych (zob. poniżej). Zmarła 11 grudnia 1954 w Warszawie. Pochowana 16 grudnia 1954 w grobie rodzinnym na cmentarzu Powązkowskim (kwatera L-4-29). 

## Ordery i odznaczenia
- Krzyż Oficerski Orderu Odrodzenia Polski (27 grudnia 1924)[14]
- Złoty Krzyż Zasługi[12]
- Medal Niepodległości (13 kwietnia 1931)[15]

## Publikacje Teodory Męczkowskiej
- Szkoły mieszane, (koedukacja), Warszawa 1906, s. 78.
- Ruch kobiecy. Ideały etyczno-społeczne ruchu kobiecego, Warszawa 1906, s. 40.
- [wraz z Stanisławą Rychterówną] Spis rozumowany książek przyrodniczych dla młodzieży szkół średnich, Warszawa 1911.
- [wraz z Stanisławą Rychterówną] Zbiór ćwiczeń i doświadczeń z przyrody martwej, Warszawa 1915, s. 24.
- [wraz z Stanisławą Rychterówną] Program przyrodoznawstwa w szkole początkowej 4-ro oddziałowej: z prac Komisji przyrodniczej przy Stow. Naucz. Polskiego, Warszawa 1915 s. 15.
- Teodora Męczkowska Działalność kobiet w okresie wojny [w:] Kalendarzyk historyczno-polityczny miasta stołecznego Warszawy Warszawa 1916, Radomska Biblioteka Cyfrowa wersja elektroniczna.
- Szkolnictwo średnie żeńskie w Warszawie w świetle cyfr w r. szkolnym 1917–1918, Warszawa 1918, s. 8.
- [wraz z Stanisławą Rychterówną] Metodyka przyrodoznawstwa : wskazówki praktyczne dla nauczycieli seminarjów, szkół powszechnych i średnich, Warszawa 1919, s. 221.
- Szkoły mieszane, koedukacja, Warszawa 1920, s. 88.
- Praca domowa ucznia, Warszawa 1928, s. 36.
- Do czego dążymy? Ideologja Stowarzyszenia Kobiet z Wyższym Wykształceniem, Warszawa 1932, s. 21.
- Dydaktyczna i wychowawcza rola przyrodoznawstwa w programie nauki szkolnej, Łódź 1933, s. 8
- Wychowanie seksualne dzieci i młodzieży, Warszawa 1934, s. 54.
- Służące a prostytucja, Warszawa 1935, s. 20.
- Z dziejów szkolnictwa żeńskiego w Warszawie, Warszawa 1938, s. 51 Biblioteka Cyfrowa GBPiZS wersja cyfrowa.

## Materiały archiwalne dot. Teodory Męczkowskiej
- Teodora Męczkowska, 50 lat pracy w organizacjach kobiecych (1890–1950), Biblioteka Narodowa, Papiery Teodory Męczkowskiej, sygn. Rps 10302 II
- Teodora Męczkowska, Pamiętnik pisany w Zakopanem w r. 1944/45 na wygnaniu , Biblioteka Narodowa, Papiery Teodory Męczkowskiej, sygn. Rkps. 10303 II
- Listy Teodory Męczkowskiej do męża Wacława, Biblioteka Narodowa, Papiery Teodory Męczkowskiej, sygn. Rps 10307 II
- Dokumenty osobiste Teodory Męczkowskiej, Biblioteka Narodowa, Papiery Teodory Męczkowskiej, sygn. Rps 10301 IV
- Materiały do działalności pedagogicznej i społecznej Teodory Męczkowskiej, Biblioteka Narodowa, Papiery Teodory Męczkowskiej, sygn. Rps 10304 IV
- Listy Wacława Męczkowskiego do żony Teodory Męczkowskiej, t. 1–2, Biblioteka Narodowa, Papiery Teodory Męczkowskiej, sygn. Rps 10308 II
- Materiały do Encyklopedii Polskiego Ruchu Kobiecego, Biblioteka Narodowa, Papiery Teodory Męczkowskiej, sygn. Rps 11476 III
- Korespondencja Teodory Męczkowskiej dot. działalności zawodowej, Biblioteka Narodowa, Papiery Teodory Męczkowskiej, sygn. Rps 10305 III
- Korespondencja Teodory Męczkowskiej, Biblioteka Narodowa, Papiery Teodory Męczkowskiej, sygn. Rps 10306 III